# 新・仮面ライダー
『新・仮面ライダー』（しんかめんライダー）は、すがやみつるによる日本の漫画作品。原作は石ノ森章太郎。特撮作品『仮面ライダー』のコミカライズであり、秋田書店の『冒険王』に連載された。本項目では単行本に併録されているすがやが執筆した『仮面ライダー』シリーズの漫画全般についても説明する。
すがやの執筆周辺のこぼれ話の出典はすべて、すがやみつる公式ブログによる。

## 共通項
すがや版（双葉社版、『完全版』版）に共通する部分は、以下の通り。
1. ゲルショッカー壊滅の直後に、デストロンが活動を開始する。
2. 1号・2号と相打ちになるのが、テレビバエ（テレビ版はカメバズーカ）。

### 内容の特徴
世界観や設定は、基本的にテレビ版を踏襲している。執筆にあたってはテレビのシナリオを参考にしているが、すがやはストーリーについて石ノ森からシナリオそのままではなくオリジナリティを加えて構わないと言われていた。
キャラクターデザインは原作版（立花、滝など）に準じている。怪人はデザイン画を参考にしているが、蝙蝠男は原作版、ガラガランダは漫画独自のデザインであるなど、必ずしもテレビ版に沿ってはいない。テレビでは基本的に毎回1体ずつしか登場しない怪人が、本シリーズには毎回数体も登場するという大盤振る舞いで、「冒険王」のページ数が多いから可能だったという。
アクション面に焦点が当てられており、サイクロン号などの疾走・戦闘シーンのほか、怪人によって犠牲者が首を切断されるなど、幼少期の読者には過激なシーンも登場するが、これは石川賢が描いていた『変身忍者 嵐』の影響だとのこと。
ガラガランダ（地獄大使）の最期やライダーマンの退場なども、漫画独自の展開である。『アマゾン』については乳首を晒したアマゾネスや衣装の破れた赤ジューシャなどのお色気シーンが登場するほか、『ストロンガー』については世界観（設定）すら漫画独自として開始され、タックルのセミヌードが登場する。

## テレビマガジン

### 執筆の周辺
細井雄二と、一時的に無職のためパチプロで日々の生活をしのいでいたすがやは、かつて同人サークル「墨汁三滴」に参加しており、当時の仲間だった女性が石森プロで働いている縁から、1971年秋ごろに彼女からの緊急呼び出しを受ける。「『怪傑ハリマオ』の再版をするが原稿が紛失しているため、『週刊少年マガジン』の掲載分からトレスして原稿を作り直す作業が必要で、人手が欲しい」と言われ、他の新人漫画家と共に石森プロでこれを担当した。
次いで「墨汁三滴で丸っこい絵を描いていた」という理由で、すがやは『さるとびエッちゃん』のキャラクター商品の絵の仕事を担当することになった。当時描いた絵はまだ全て石森のチェックを受け、石森がデッサンなどに修正をすることも多かった。
この仕事を始めた直後に「テレビマガジン」が創刊、『仮面ライダー』の漫画を毎月14-18ページほど描く必要が発生したが、『エッちゃん』をはじめ、すがやが描いた絵が石森に似ていたので「だったら『ライダー』も描いてみるか?」と石森が思い、すがやに指名がかかった。山田ゴロが自身のサイトで語るところによると「候補だった石森プロの皆にスケッチブックで描いてもらうと、ほとんどは数枚だけ描いてきたが、すがやは全ページ埋めてきたので、それがすがやの起用に繋がったのでは」とのこと。すがや自身は映画や小説が好きだった点を買われたのではないかと推測している。すがやは石森プロでは自他と共に「絵が下手」で通っていたので不安だったが、石森は「描き続ければうまくなるし結果もついてくる。チャンスだと思ってやってみろ」と言った。またこの時、漫画版のストーリーはテレビと同じにするという暗黙の了解があったが「同じではつまらないので、漫画ならではのオリジナルにしたい」と提案したところ、許可が下りる。石森プロとダイナミックプロは、漫画化を生みの親の関係者が手がけていることで、テレビから逸脱した自由な話を描けたという。
第一回を描くにあたり『テレビマガジン70's ヒーロー創世記メモリアル』（講談社、1998年）では「すがや・細井・土山よしきの三人で担当」と書かれているが、すがやによれば自分一人で担当したとのこと。石森の作風に似せてネーム（コマ割りや台詞のあらがき）を描いたが三度のリテイクを出され、三度目は締切が近いので、下絵を入れて見てもらう。「構図に気をつけろ」と言われたが、話の内容については何も言われなかった。
しかし下絵で待ったがかかり、デッサンが狂っていることで石森も頭を抱えた。特に冒頭で一文字隼人が少年を抱えてバイクで電車を飛び越えるコマが描けず、すがやはとうとう住んでいた下宿からタクシーを飛ばして、石森がいつも打ち合わせをしている桜台駅近くの喫茶店で石森を待ち、現れるとすぐに下絵の補佐を頼んだ。『ヒーロー創世記メモリアル』では「石森が1話から4話の下描きをした」と書かれているが、実際に石森が描いたのはここだけだと言う。色塗りの許可が出た時には、表向きの締切は過ぎており、塗った色もケバケバしいとのことで石森が背景に黄緑を塗り、奥行きをうまく調節した。
連載も三回目になると、石森からの添削は色鉛筆でタッチをつけただけになった。

### 内容の特徴
- ストーリーはテレビ版の内容を簡潔にまとめたものが主である[4]。立花藤兵衛、滝といったレギュラーキャラクターは登場しない。読者層にあわせて子供の登場する話が多く[4]、少年ライダー隊の隊員は登場するが、ナオキ、ミツル、シゲルは登場しない。
- カラー（3色、2色など）ページでの掲載が多いが、『V3』以降は白黒ページが多くなる。
- テレビマガジン版『仮面ライダーX』は、『仮面ライダーアマゾン』ISBN 4-575-93622-7 に収録されている。

### 仮面ライダー
当時の東映作品は撮影がアップすると、石森プロの近くのスタジオで、製作関係者を集めて初号フィルムの試写会を行っていた。この時すがやが「こんちゅうはかせカブトロング」で描いたオリジナルの演出がそのままテレビで使われたことがあり、担当編集が「アイデアが良かったんだよ」とすがやを誉めた。

### 仮面ライダーV3
- 1号・2号は再登場しない。
- 原稿がかなり遅れた時は、新人だった担当編集がカラー入稿をしたことがなく、別の編集が出てくる朝まで何も出来なかったため、漫画家デビューする前に編集プロダクションでの仕事の経験があったすがやが、原稿を持ってタクシーで講談社まで行き、自身で入稿作業をしたこともある。

## 冒険王
それまでコミカライズは講談社が独占状態となっていたが、テレビでの新1号編の開始にあわせ秋田書店の「冒険王」でも連載が開始された。
タイトル（『新・仮面ライダー』）は、他誌（原作（石ノ森）版、テレビマガジン版（作画：すがやみつる）、他）との区別による。ただし連載時は第2回までしか使用されていない。単行本はこのタイトルで刊行された。サンデーコミックスより刊行された単行本では、同レーベルのフォーマットを外れ表紙を写真だけで構成している。冒険王編集長の成田清美は、この仕様は本意ではなかったが、結果的に書店で目立ち売上が良かったという。
『別冊冒険王 映画テレビマガジン』にて連載された『仮面ライダーV3』では、冒険王本誌との差別化として読者公募怪人を登場させている。デザインはデストロン前期怪人同様、動物+兵器や凶器がモチーフで、すがやの漫画ではモチーフの似ているテレビ版怪人と意図的に競演させている。双葉社版では当時の投稿者の都道府県と氏名も転記されている。こうした読者投稿怪人は映像作品本編では『仮面ライダースーパー1』で実現することになる。
世界観を繋ぐパイプ役として立花藤兵衛も『V3』以降のシリーズにレギュラー出演し続けたものの、実質的に『アマゾン』で出番を終えてしまったため、テレビ版と異なり『ストロンガー』にはついぞ登場しなかった。
付録用の長編では、すがやが愛好する映画や小説を題材としているものもある。

### 執筆の周辺
1972年5月から連載開始となり、この時も石森から指名がかかった。だが第一回が45ページもあるため、石森プロのマネージャーによって、石森のアシスタント希望者だった山田ゴロがすがやのアシスタントについた。
ところがその後京王プラザホテルのロビーで石森やすがやたちが打ち合わせをしていると、壁村耐三編集長（当時）が激怒しつつやって来て「こんな下手な漫画を載せられない。別の奴に替えろ」と、ゲラ刷りを叩きつけた。石森は全然慌てず「自分が責任を持って監修するから、少し長い眼で見てくれ」「クレジットも『まんが・石森プロ』でなく、すがやの名前を出して欲しい」と言い、壁村は渋々これを認める。石森は「名前が石森プロだと、俺が描いてると思われる。こんな下手だと思われるのもシャクだ」と言ったが、マネージャーによると「名前を出した方が張り合いが出て、上手くなるのも早い」が理由とのこと。これを機会にクレジットは「原作・石森章太郎、まんが・すがやみつる（石森プロ）」に変わった。結局交替にはならなかったが、すがやはこの理由を以下に挙げている。
- 編集長が成田清美に交代、壁村は「週刊少年チャンピオン」「月刊少年チャンピオン」の編集長に異動した。
- 『新・仮面ライダー』がアンケートで一位になっていた。
- 「週刊少年ジャンプ」で、絵がまだイマイチの新人漫画家がヒットを飛ばし、漫画は画力より熱意ととられるようになった。
- 石森章太郎と石森プロというネームバリューがあった。

秋田書店ではこの後「まんが王」が休刊になり、「別冊冒険王・映画テレビマガジン」にリニューアル。ここでも『ライダー』が連載開始し、すがやの元には成井紀郎もアシスタントとして加わった。
当時の『ライダー』に限らないが、テレビ作品の放送が進むとスケジュールが遅れがちになり、漫画に使うためのシナリオや美術デザインが間に合わなくなる。すがやの仕事でもある時、新怪人が間に合わなくなり、マネージャーから「オリジナルの怪人を描いて」と言われ、作ったのがクラゲウルフだった。作中でクラゲウルフがくわえている生首を描いたのは、成井だという。このクラゲウルフも、すがやのオリジナルがテレビ版に流用された。
この話を監修で読んだ石森は「怪人も話もすべて自分で考えたのがいい。絵はまだ下手だが、数をこなせばうまくなる。これだけ描けば漫画家としてやっているから、これから一人で頑張れ」と言われ、1972年夏に石森の監修が終了した。
このエピソードの直前に『人造人間キカイダー』も始まり、すがやは「小学一年生」などを担当。当時はアメコミを買って、ライダーやキカイダーのアクションシーンの参考にしていた。

## 単行本

### 双葉社版
双葉社から刊行された、『新・仮面ライダー』から『ストロンガー』までの五巻。『冒険王』連載分と『テレビマガジン』連載分の混載だが、大半のエピソードが未収録で、重複する話もある。
1. 『新・仮面ライダー』ISBN 4-575-93558-1
2. 『仮面ライダーV3』ISBN 4-575-93559-X
3. 『仮面ライダーX』ISBN 4-575-93615-4
4. 『仮面ライダーアマゾン』ISBN 4-575-93622-7
5. 『仮面ライダーストロンガー』ISBN 4-575-93610-3

### 完全版
ミリオン出版で各・2006年に『哀哭編』『怒涛編』の二巻で刊行。『新・仮面ライダー』および『V3』の冒険王版、別冊冒険王（映画テレビマガジン）版を完全収録。
1. 『冒険王ver. 完全版 新・仮面ライダー 哀哭編 1号、2号、V3 』ISBN 978-4813020417
2. 『冒険王ver. 完全版 新・仮面ライダー 怒濤編 1号、2号、V3、ライダーマン 』ISBN 978-4813020455

### 回想
- すがやみつる『仮面ライダー青春譜　もうひとつの昭和マンガ史』ポット出版、2011年
- すがやみつる『コミカライズ魂　『仮面ライダー』に始まる児童マンガ史』河出新書、2022年

## その後の仕事
漫画は自分の下宿で描くことが多かったが、キャラクター商品などは西新宿次いで代々木にあった石森プロに行き、時々サウナで汗を流して下着だけを着替え、1週間から長ければ1か月ほどカンヅメになって仕事をすることが多かった。このため、大家が石森プロまで家賃を取りに来たこともある。書ききれないほど多くの漫画・編集・映像製作関係者の顔が見られ、毎日が祭りのように面白かったと語っている。
講談社から漫画雑誌『ディズニーランド』が創刊されると、そちらでも『ライダー』が毎月フルカラー2ページで連載開始となる。雑誌の対象年齢が低いことから、判りやすい作品を描く上で勉強になったと語っている。仕事料で財布が潤った当時には下宿にも電話が入ったが、編集からの原稿の催促におびえることにもなる。あさま山荘事件の時はどうしてもテレビを見てしまい、原稿が遅れがちになってしまったが、編集もテレビを見てしまったので、催促の電話が来なかったという。
さらに石森プロの仕事は増え、すがやの担当分だけで月産300-400枚となり、使うアシスタントの人数も増えたので、少し広い下宿に引っ越した。
ロクに食うものも無い状況で仕事を続けて栄養失調になっていたのに母が呆れ、旅館で板前をした調理師の腕を活かしてメシスタント（飯を作るアシスタント）となったので、すがやがジョージ秋山のアシスタントをした時の仕事料で近くにもう一部屋借り、母が住んだ。続けてすがやの臨時アシスタントとなった、津原義明やほしの竜一もここで食事をとる。しかし逆に原稿料がほとんどなくなってしまい、従兄弟（芸能プロダクションの仕事をしていたことがあり、すがやも漫画家デビューする前に『秘密戦隊ゴレンジャー』で知られる畠山麦のマネージャーをやっていたほか、『ストロンガー』で知られる荒木しげるが所属していた）のカメラや母の指輪など、なんでも質屋に入れた。
このため、『ライダー』を描きつつ石森プロ以外・漫画以外にも仕事を求め、テレビ特撮に関連したものでは『ウルトラマン』ショーのチラシのイラストなどを描いた。石森プロでも絵本の仕事をした際、前述した編集プロダクションでの経験を活かし、えかき歌の歌詞作詞・構成・絵・色指定まで全て1人で行い、原稿料以外の仕事料も手に入って、おいしい仕事だったという。
この後、すがやは『がんばれ!!ロボコン』なども担当するが、1976年の結婚前後に石森プロでの仕事を一度終えている。

### 絵が下手だと言った編集者から
- トラブルになった前述の壁村からは、その後に『月刊少年チャンピオン』からの声がかかり、海外映画『ベン・ハー』の漫画化を任される。1回だけと思っていたら、『劇画ロードショー』のタイトルで何本も執筆させてもらった。『ダーティハリー2』は、予告では田辺節雄が描くことになっていたという。さらに『週刊少年チャンピオン』の連載枠ももらえたが、直前にオイルショックでページ数が減って連載企画が没となり、原稿料を前借して新たな仕事場やアシスタントを揃えていたすがやは、思わぬ大打撃だったという。
- 「テレマガ」で『ライダー』の担当だった編集からも突然連絡があり、会うと上等な酒をおごられ、謝罪された。当時のすがやの原稿を見て「下手だから1年たたず田舎に帰るだろう」と確信したが（すがやがこれを聞いたのはこれが初めてだった）、逆に漫画家として成功したため、申し訳ないと思って詫びたのだという。

## 関連作品
ひみつ指令マシン刑事999
すがやの漫画。『ライダー』の後に『テレビマガジン』で連載され、スーパーカーによるカーアクションが見所となっている。
ゲームセンターあらし
すがやの漫画。オリジナル漫画が売れず、編集者から「『ライダー』のころはメチャクチャだから面白かったのに」と言われ、「だったらメチャクチャな漫画を」と思い、描いた。